# Lampeia (deelgemeente)
Lampeia (Grieks: Λαμπεία) is een deelgemeente (dimotiki enotita) van de fusiegemeente (dimos) Archaia Olympia, in de Griekse bestuurlijke regio (periferia) West-Griekenland.
Lampeia ligt in het voormalige departement Ilia en telt 1374 inwoners.